# Stenothoidae
Stenothoidae es una familia de crustaceos anfípodos marinos. Sus 281 especies se distribuyen por todo el mundo.

## Clasificación
Se reconocen los siguientes géneros agrupados en dos subfamilias:
- Subfamilia Stenothoinae  Boeck, 1871
  - Aurometopa  Barnard & Karaman, 1987
  - Goratelson  J.L. Barnard, 1972
  - Hardametopa  Barnard & Karaman, 1991
  - Knysmetopa  Barnard & Karaman, 1987
  - Kyphometopa  Krapp-Schickel, 2011
  - Ligulodactylus  Krapp-Schickel, 2011
  - Malvinometopa  Krapp-Schickel, 2011
  - Mesometopa  Guryanova, 1938
  - Mesoproboloides  Gurjanova, 1938
  - Metopa  Boeck, 1871
  - Metopella  Stebbing, 1906
  - Metopelloides  Gurjanova, 1938
  - Metopoides  Della Valle, 1893
  - Parametopa  Chevreux, 1901
  - Parametopella  Guryanova, 1938
  - Paraprobolisca  Ren in Ren & Huang, 1991
  - Probolisca  Gurjanova, 1938
  - Proboloides  Della Valle, 1893
  - Prometopa  Schellenberg, 1926
  - Prostenothoe  Gurjanova, 1938
  - Sandrothoe  Krapp-Schickel, 2006
  - Scaphodactylus  Rauschert & Andres, 1993
  - Stenothoe  Dana, 1852
  - Stenothoides  Chevreux, 1900
  - Stenula  J.L. Barnard, 1962
  - Synkope  Krapp-Schickel, 1999
  - Torometopa  Barnard & Karaman, 1987
  - Victometopa  Krapp-Schickel, 2011
  - Vonimetopa  Barnard & Karaman, 1987
  - Wallametopa  J.L. Barnard, 1974
  - Zaikometopa  Barnard & Karaman, 1987
- Subfamilia Thaumatelsoninae  Gurjanova, 1938
  - Antatelson  J.L. Barnard, 1972
  - Ausatelson  J.L. Barnard, 1972
  - Chuculba  J.L. Barnard, 1974
  - Parathaumatelson  Gurjanova, 1938
  - Prothaumatelson  Schellenberg, 1931
  - Pseudothaumatelson  Schellenberg, 1931
  - Ptychotelson  Krapp-Schickel, 2000
  - Pycnopyge  Krapp-Schickel, 2000
  - Raukumara  Krapp-Schickel, 2000
  - Raumahara  J.L. Barnard, 1972
  - Thaumatelson  Walker, 1906
  - Thaumatelsonella  Rauschert & Andres, 1991
  - Verticotelson  Krapp-Schickel, 2006
  - Yarra  Krapp-Schickel, 2000